# Vad bör göras? (roman)
Vad bör göras? (ryska: Что делать?, Sjto djelat?) är en roman från 1863 av Nikolaj Tjernysjevskij. Tjernysjevskij skrev romanen då han satt fängslad i Peter-Paulfästningen i Sankt Petersburg.
Romanen inspirerade Vladimir Lenin att skriva en politiska pamflett med samma titel publicerad 1902, året innan splittringen mellan bolsjeviker och mensjeviker.

## Handling
Romanen handlar om en samling sömmerskor som syr kläder. I bakgrunden figurerar politiska aktivister, som genom teoretiska studier och organisering av en konspiration förbereder revolution.

## Reaktioner och historisk kontext
I dåtidens Tsarryssland rådde kraftig censur, som trots det var ännu hårdare under den föregående tsaren Nikolaj I. På grund av censuren kunde det inte framgå alltför tydligt vad boken gick ut på. Den sittande tsaren Alexander II blev 1866 utsatt för ett mordförsök från en sådan sammanslutning av studenter, vars mål var att mörda så många tjänstemän som möjligt och mordet på tsaren skulle utgöra höjdpunkten. Attentatsmannen som misslyckades hette Dimitrij Karakazov. Fjodor Dostojevskijs roman Bröderna Karamazov från 1880 grundar sig på denne man. 
Alexander II blev till slut mördad 1881 av en av dessa sammanslutningar, den hette Narodnaja volja (Folkviljan). Bland studenter i Ryssland fanns en mängd olika sådana grupper och organisationer av varierande storlek, några av dem kallas nihilister, andra var socialister av olika slag.

## Utgåvor på svenska
- Hvad skall man göra?: berättelser om nya menniskor. Stockholm: Askerberg. 1885. Libris 672891
- Vad bör göras?: ur berättelser om de nya människorna. Stockholm: Arbetarkultur. 1983. Libris 7590106. ISBN 91-7014-165-7